# Torenlaan (Baarn)
De Torenlaan is een laan in Baarn in de Nederlandse provincie Utrecht. De laan verbindt Baarn met het zuidelijker liggende Soest. De Torenlaan is ongeveer 1,3 km lang.
Aan beide zijden van de weg liggen losse fiets- en voetpaden. Aan het noordelijke stuk staat aan de oostelijke zijde een dubbele rij eikenbomen met een vrijliggend fietspad en voetpad. Aan de westelijke zijde staat een enkele rij eiken met een voet- en fietspad. De laan wordt doorsneden door de spoorlijn Amersfoort-Amsterdam. Het tracee van het zuidelijke deel van de laan loopt langs het Baarnse Bos. De laan sluit richting Soest ter hoogte van de Naald van Waterloo aan op de Stadhouderslaan. Aan oostzijde van de Torenlaan staat Het Baarnsch Lyceum.
Rond 1850 werd aan de Torenlaan, de westelijke begrenzing van de Oude Oosterhei, enkele villa’s gebouwd. Ten oosten aan de Oosterstraat bevonden zich in enkele kleine arbeiderswoningen en keuterboerderijtjes. In de jaren 1890-1910 vonden tussen de Torenlaan en de Sparrenlaan verdere uitbreidingen plaats. 

## Zichtas

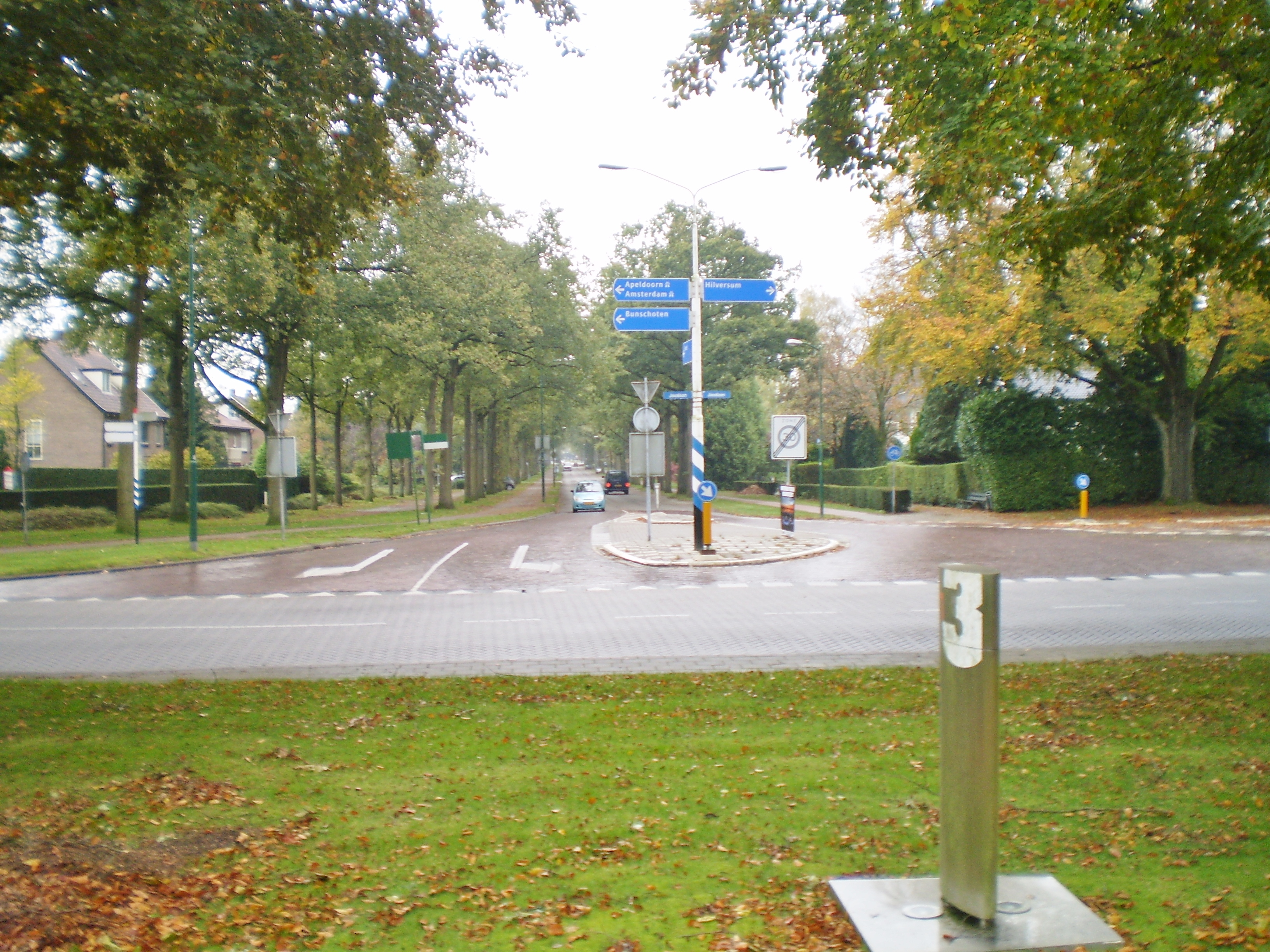
Vanuit villa Peking

Bij de aanleg heette de laan een tijd Pekinglaan, omdat Villa Peking aan de Baarnse kant uitkeek op de zichtas naar de Eult. De laan was een zichtas van het buiten De Eult. Dit werd benadrukt door de aanleg van een enkele en een dubbele rij eiken aan weerszijden van de laan. De bewoner van de Eult, de Amsterdamse burgemeester W.G. Deutz, liet in 1733 een formele tuin aanleggen. Hij ging daarbij uit van een zogeheten Ganzenvoet, zichtassen waren de Schrikslaan, Witte Laan en de Torenlaan. De naam Torenlaan is ontleend aan het gericht zijn op de kerktoren van de Baarnse Pauluskerk.
Om reden van verkeersveiligheid is in 2010 de oversteek van de spoorwegovergang recht gemaakt. Daarvoor is een knik in het tracee van Torenlaan gemaakt en raakte de historische zichtas onderbroken.

## Laan der drie zuchten
De weg werd vroeger de laan der drie zuchten genoemd. Aan het begin van de Torenlaan stond de eerste zucht: het belastingkantoor (Villa Peking). Als tweede zucht stond verderop het ziekenhuis en bij de spoorovergang de derde zucht: de Nieuwe Algemene Begraafplaats (de derde zucht). Het in 1898 gebouwde ziekenhuis aan de Torenlaan is in 1972 gesloopt.

## Gemeentelijke monumenten
De huizen aan de Torenlaan nummers 32 t/m 50 zijn allemaal Gemeentelijke monumenten.

## Fotogalerij

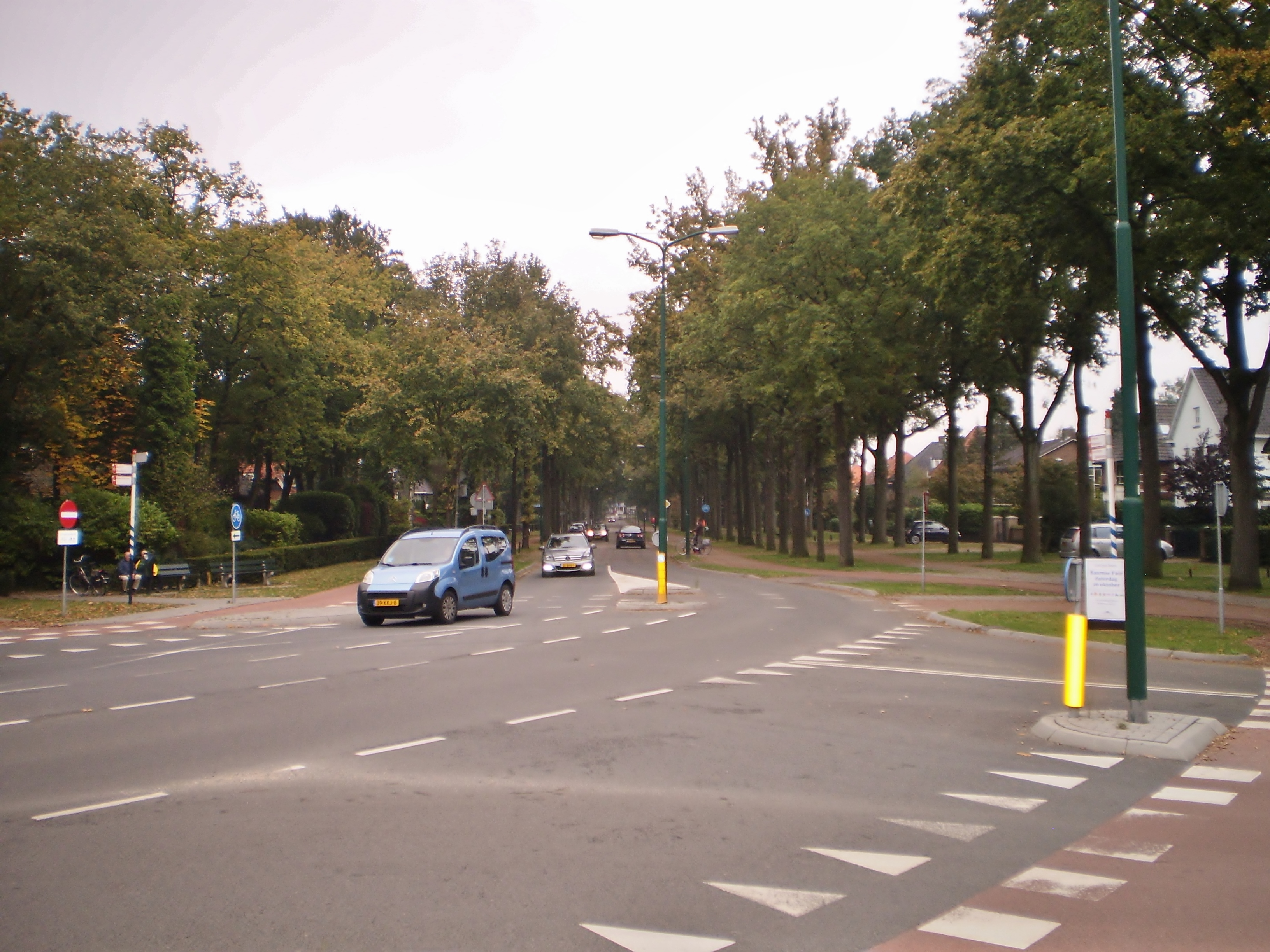
Torenlaan
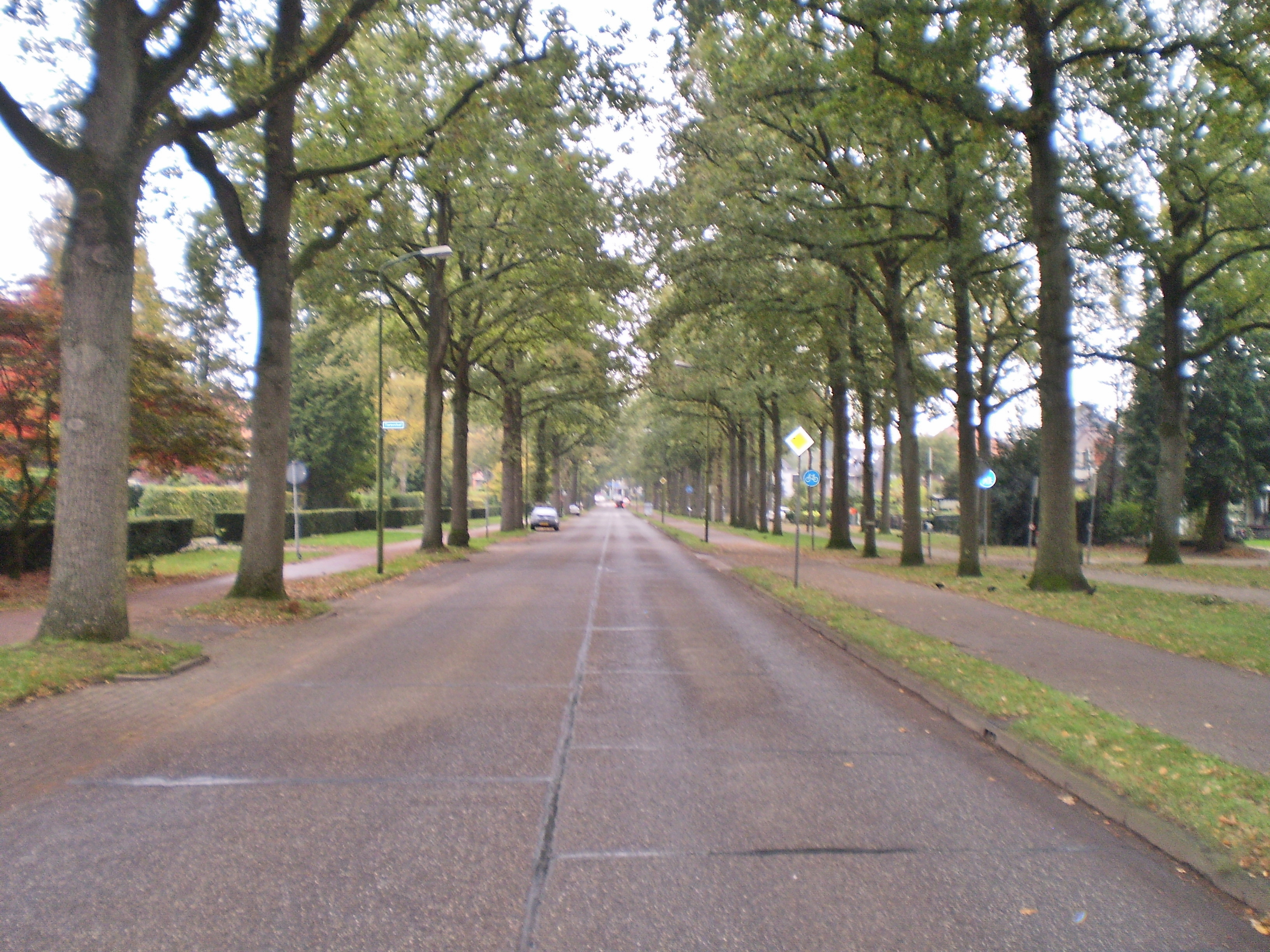
Richting villa Peking
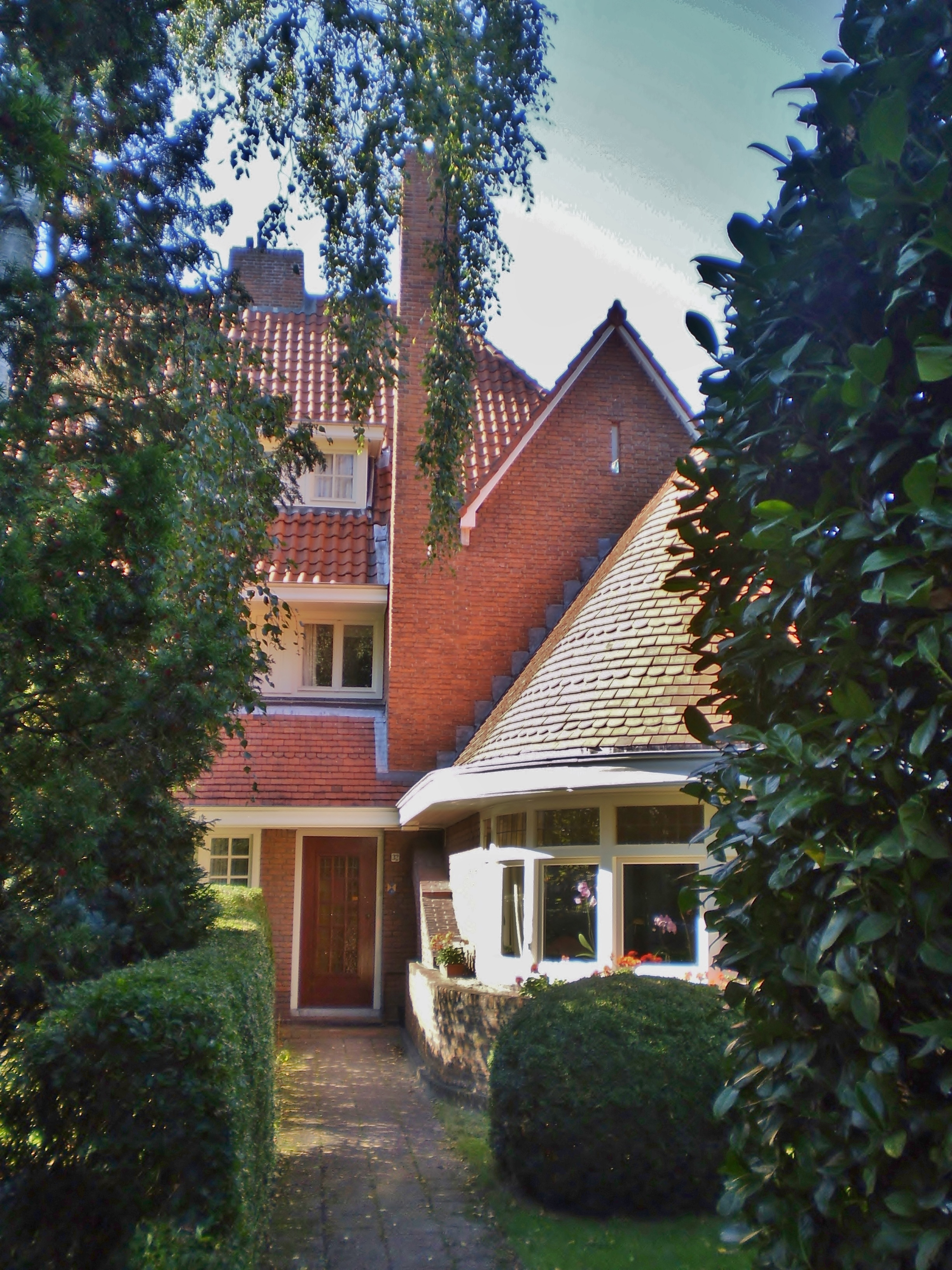
Torenlaan 32
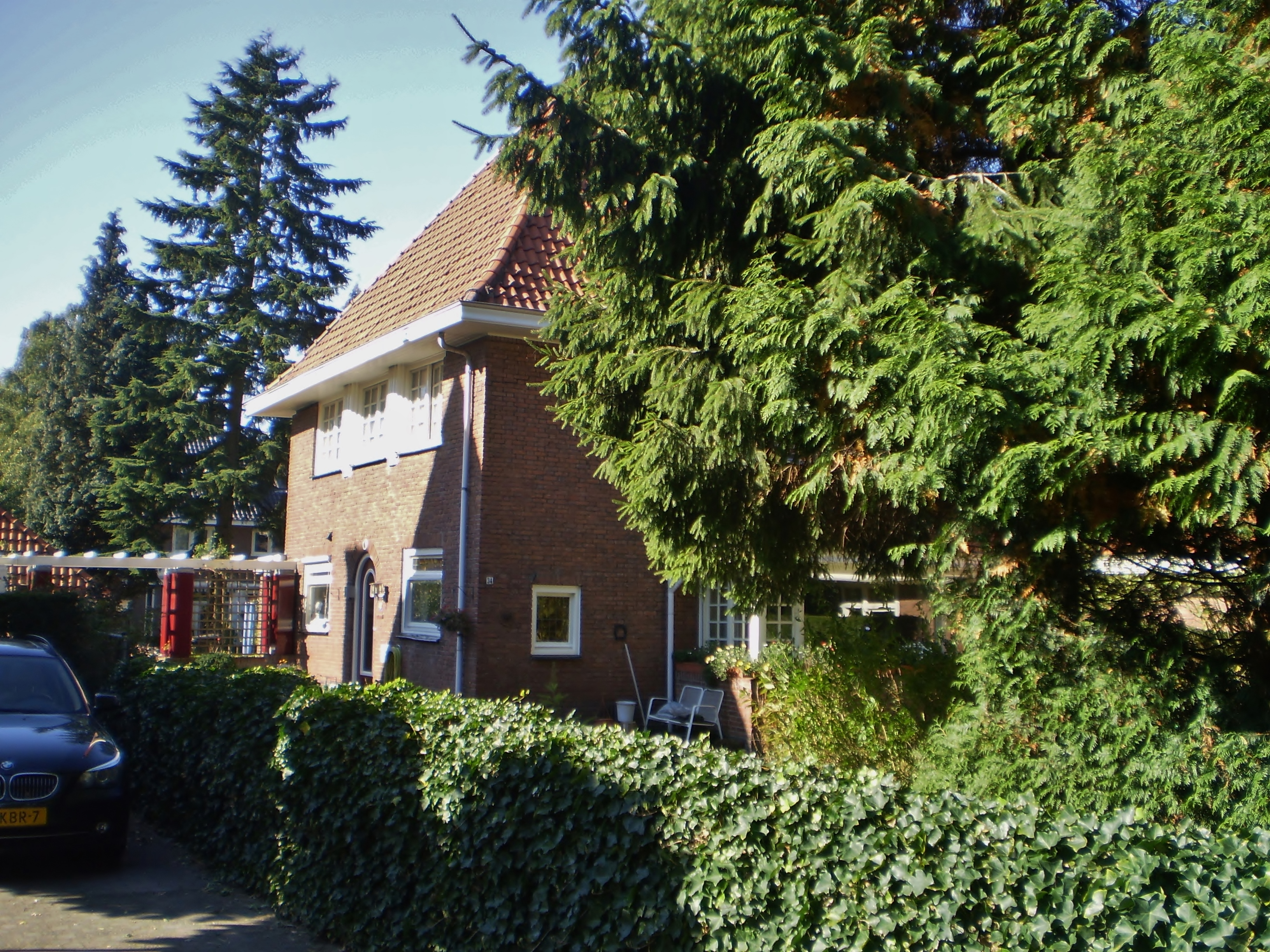
Torenlaan 34
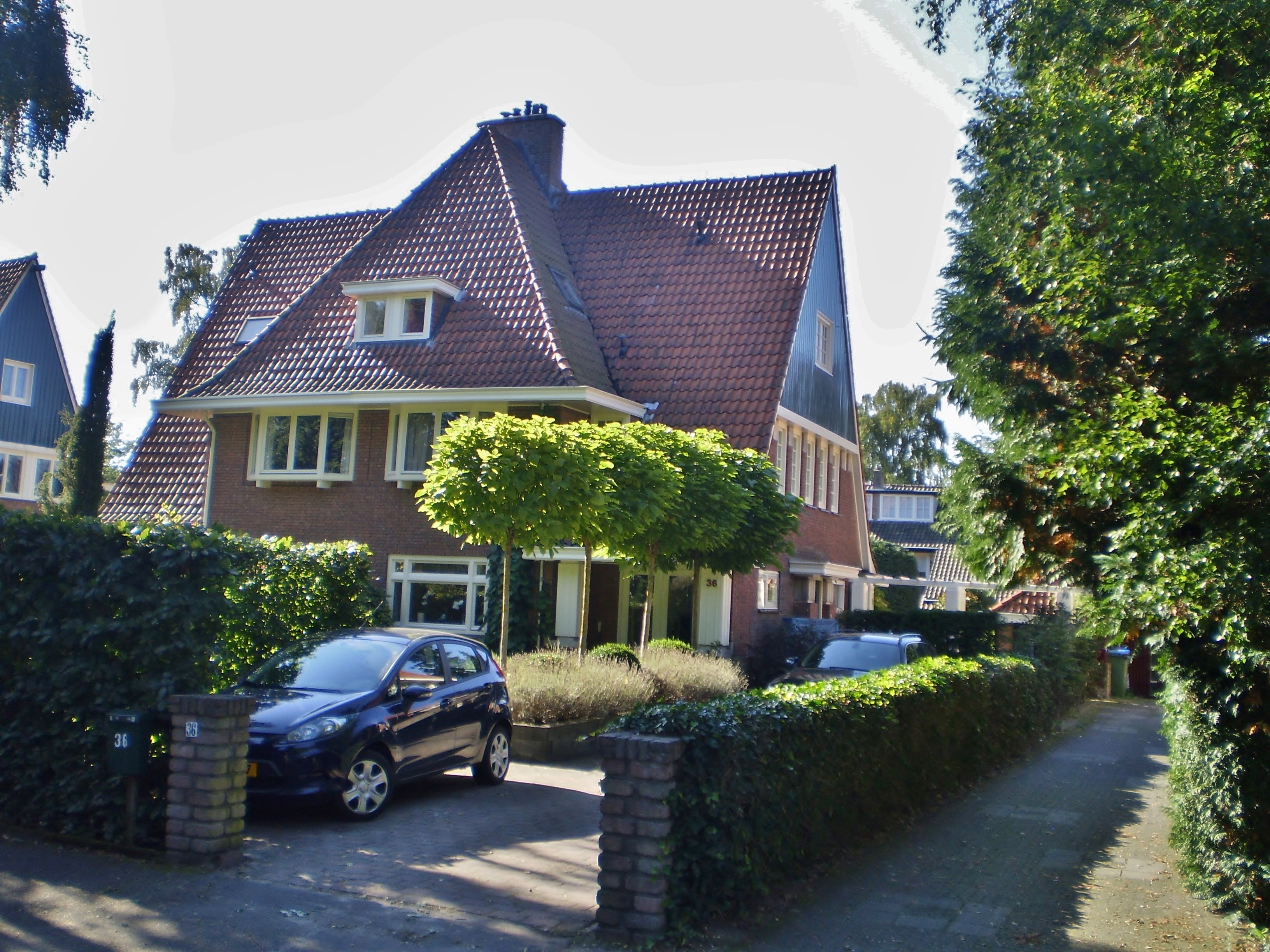
Torenlaan 36
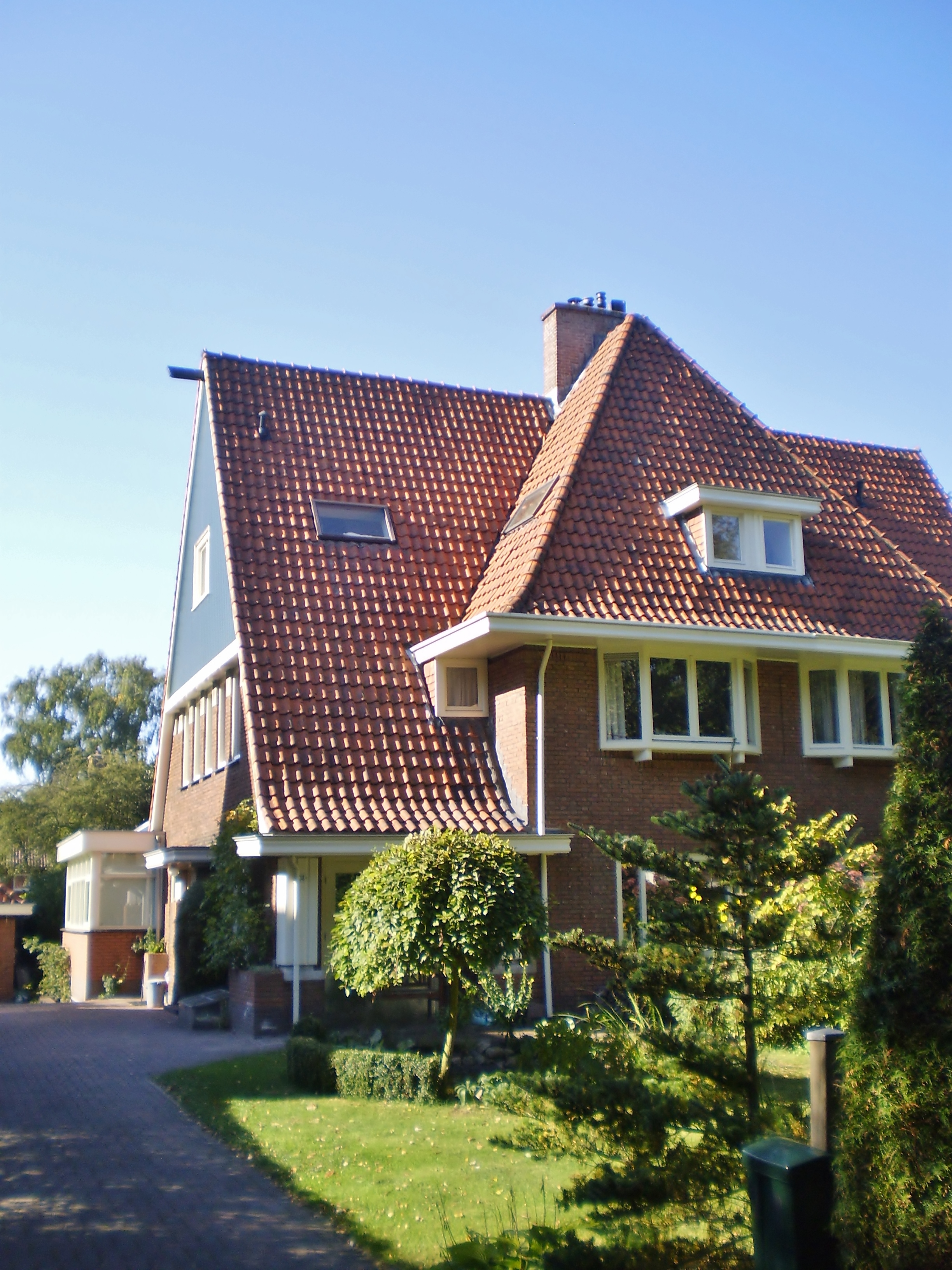
Torenlaan 38
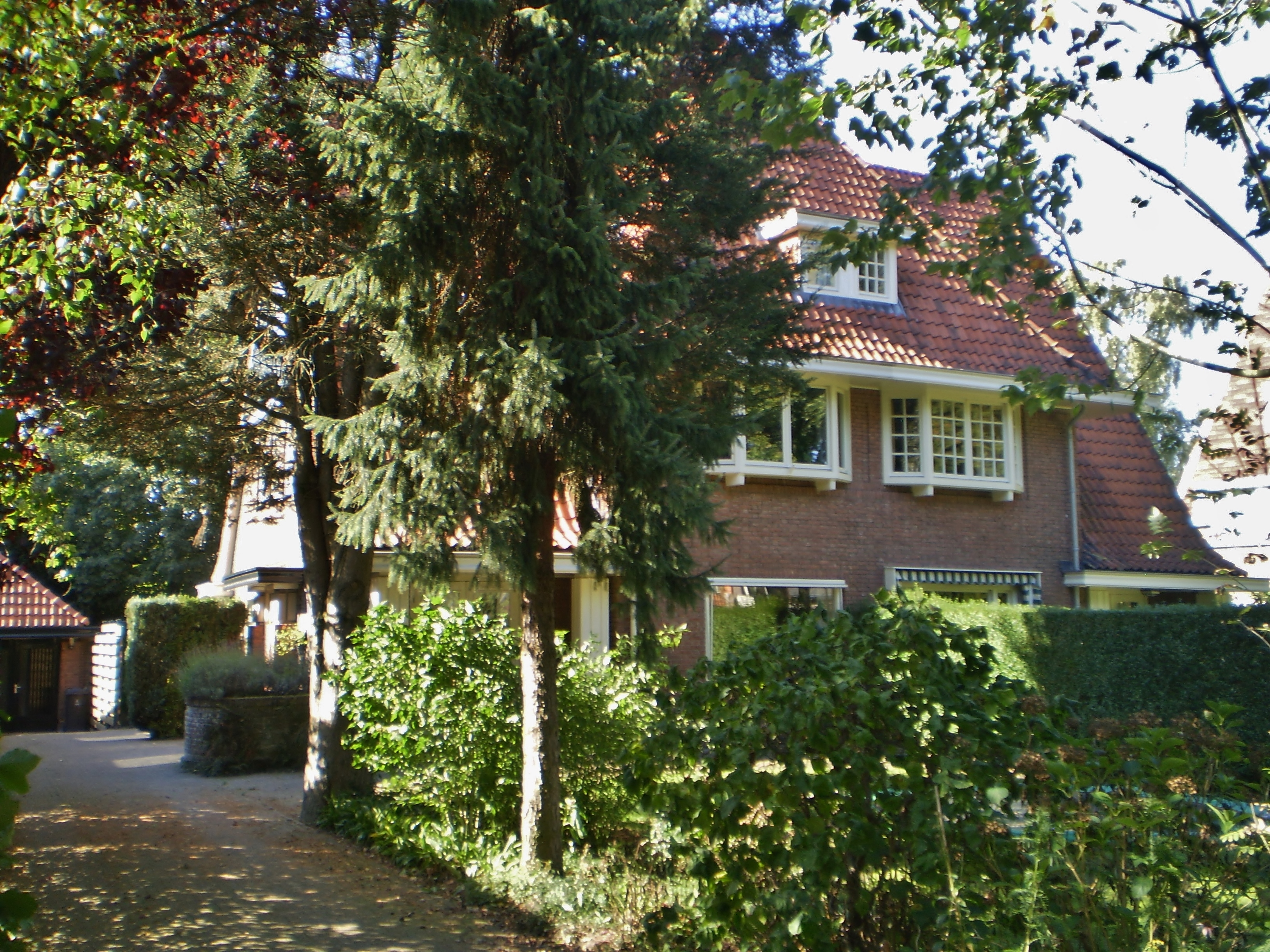
Torenlaan 40
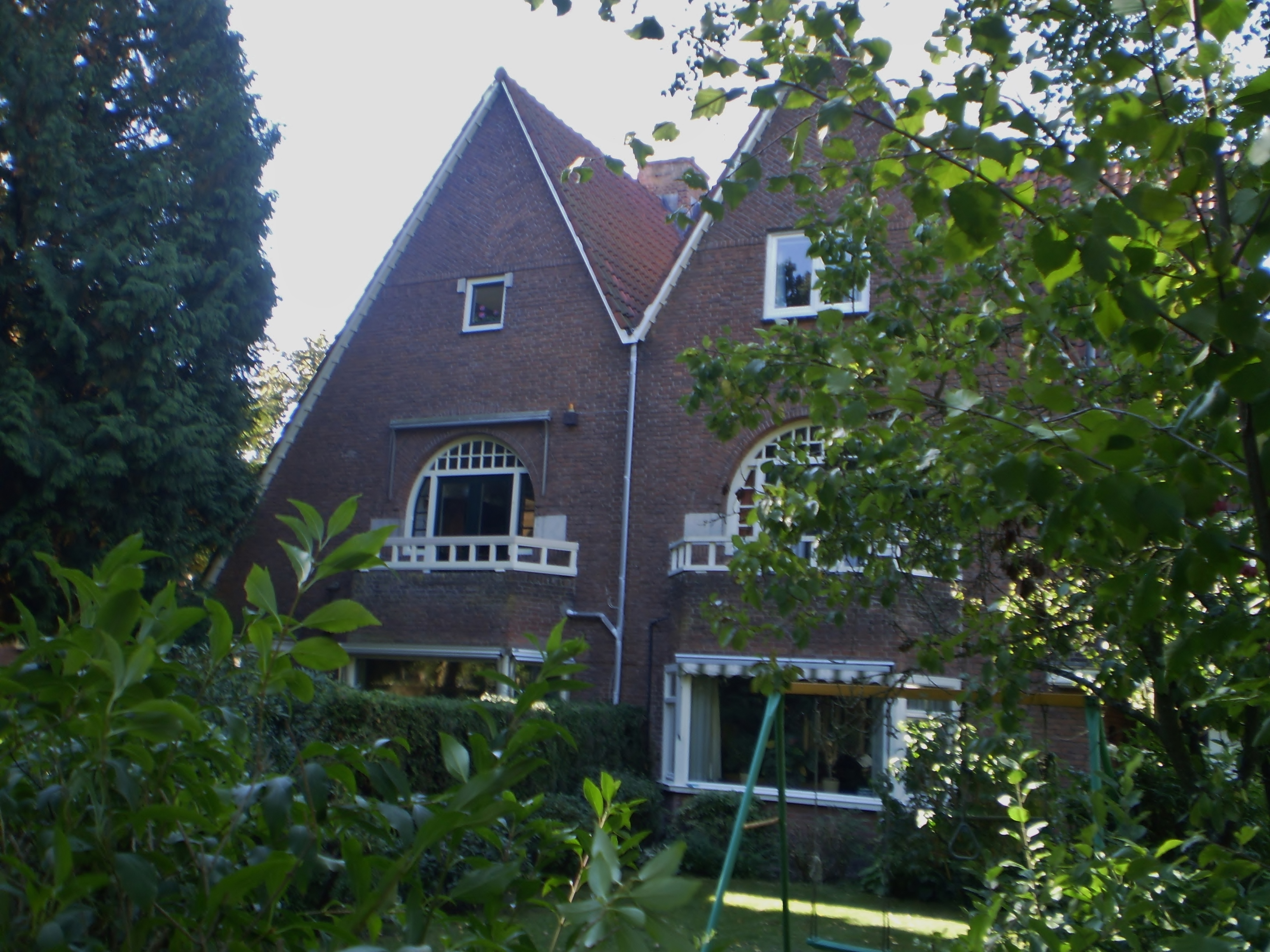
Torenlaan 42
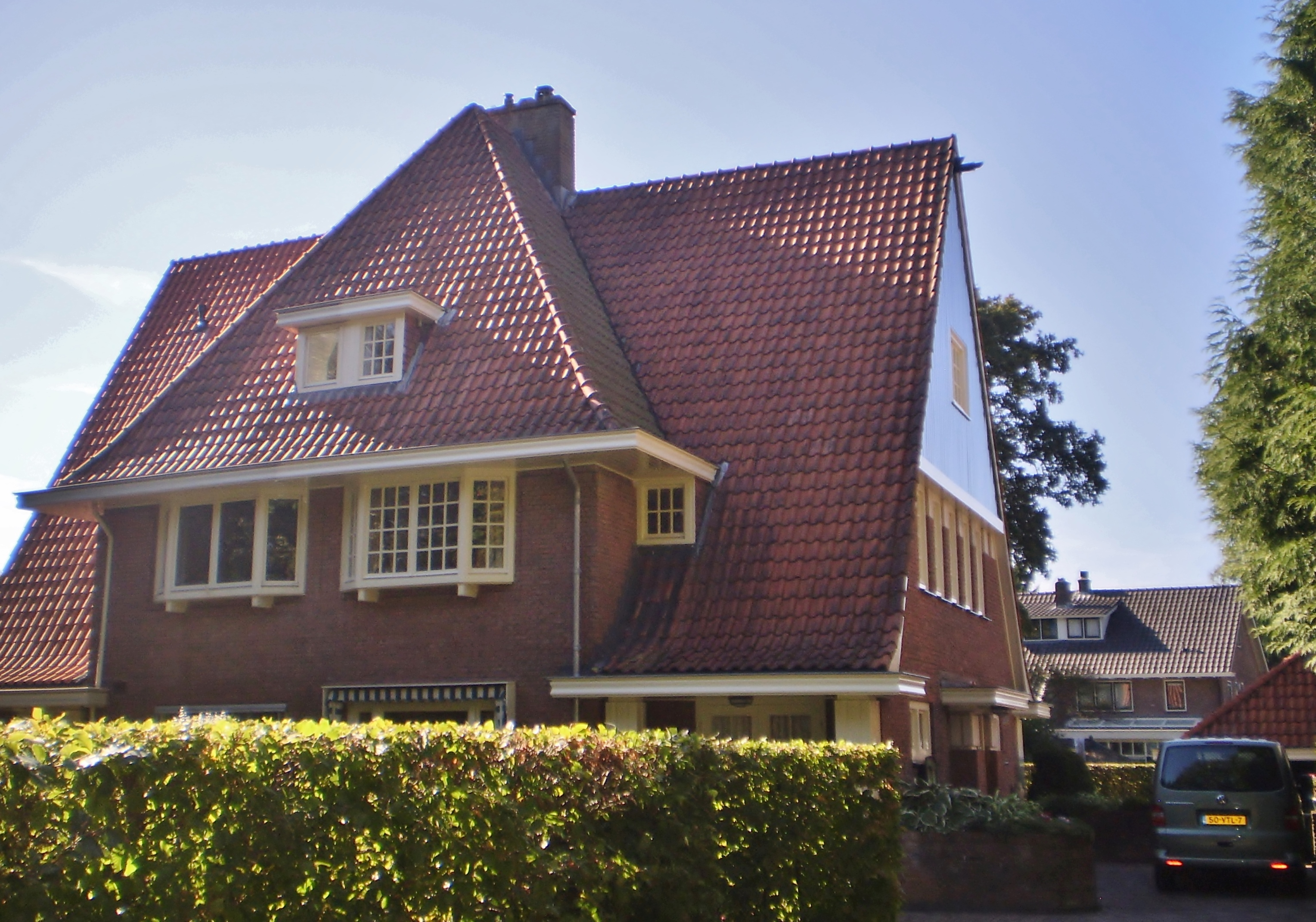
Torenlaan 46
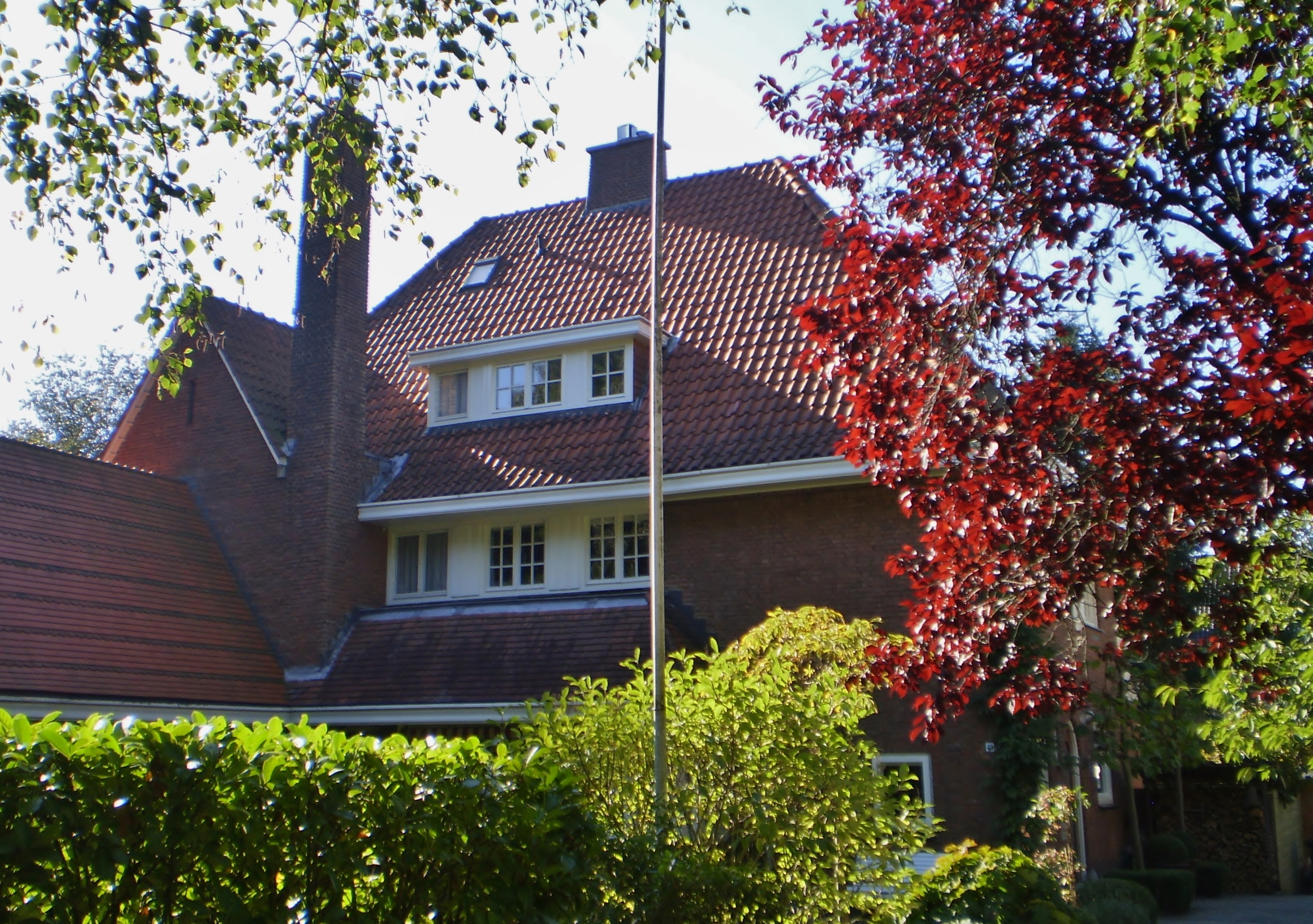
Torenlaan 48
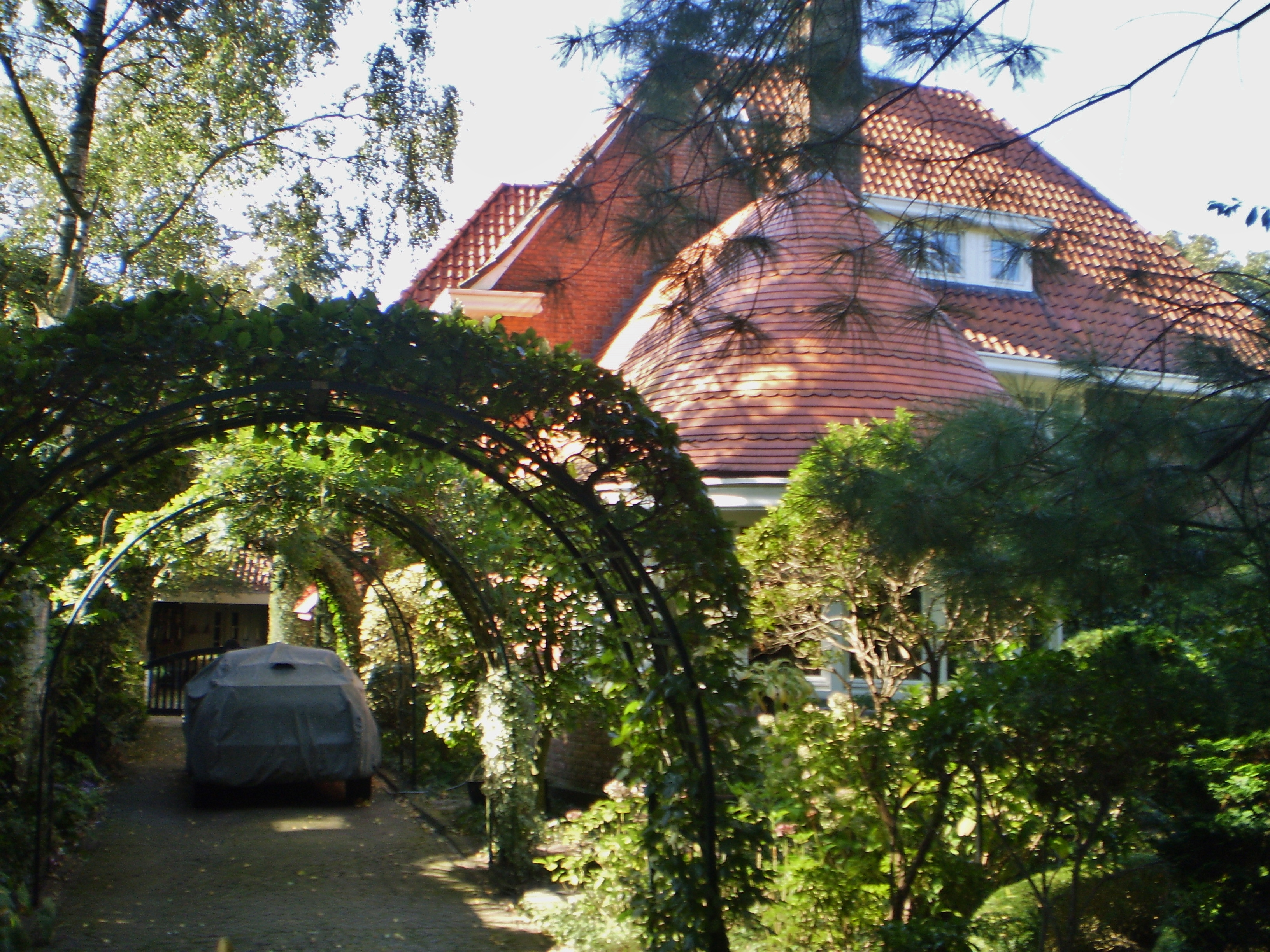
Torenlaan 50
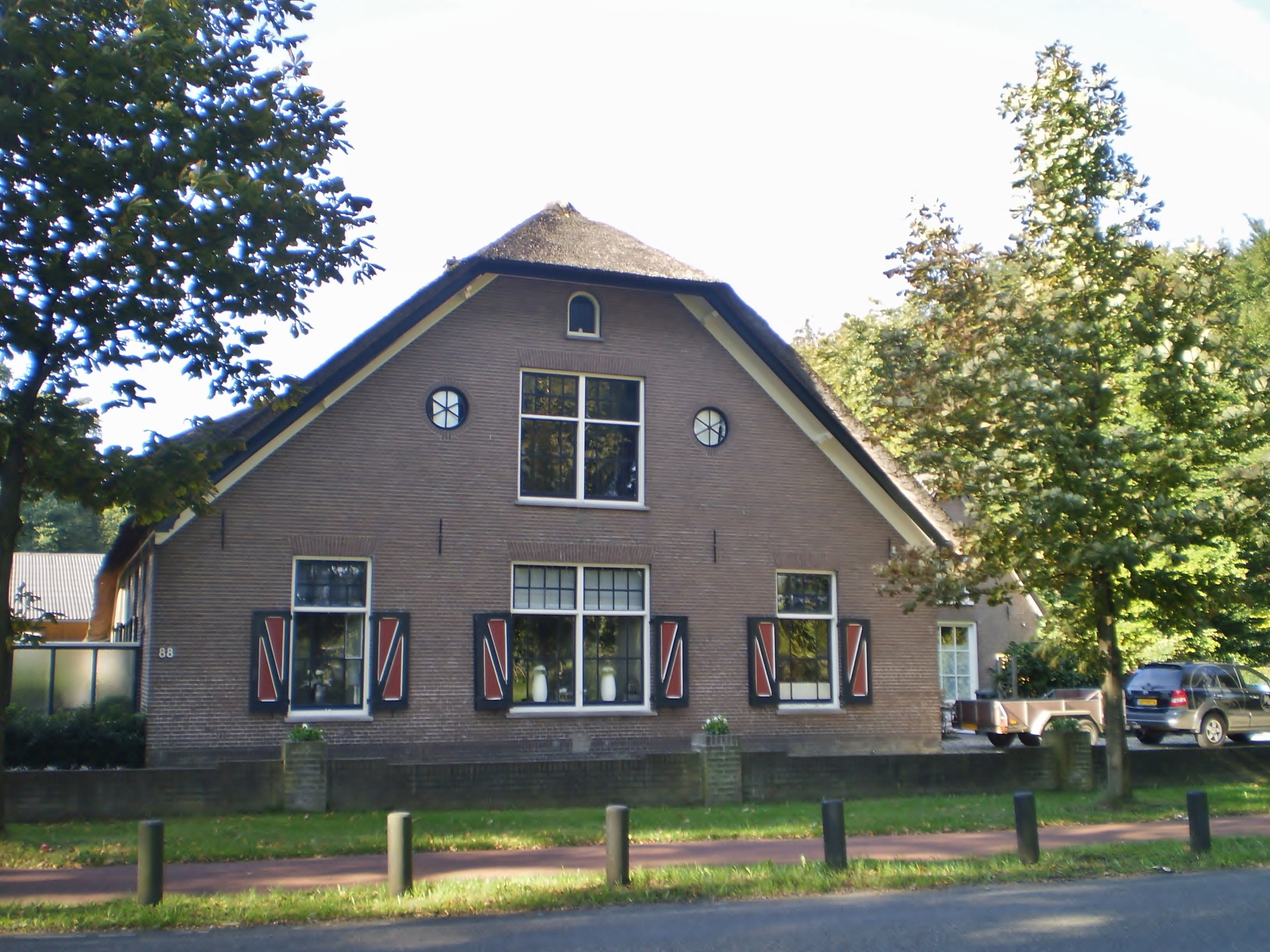
Zonneveld op Torenlaan 88